# 職業訓練指導員 (ボイラー科)
職業訓練指導員 (ボイラー科)（しょくぎょうくんれんしどういん ボイラーか）は、職業訓練指導員免許のうちの1つ。厚生労働省管轄。

## 受験資格
職業訓練指導員免許の受験資格と試験免除を参照。
特級または1級ボイラー技士の保有者は実務経験不要。また、エネルギー管理士（熱分野）の保有者は、「系基礎学科」、「専攻学科」の各試験が免除され、「指導方法」の学科試験と「実技」のみでよく、特級ボイラー技士の保有者、またはボイラー・タービン主任技術者の保有者は、「実技」、「系基礎学科」、「専攻学科」の各試験が免除され、「指導方法」の学科試験のみでよい。

## 試験科目
学科試験
1. 指導方法（職業訓練原理、教科指導法、訓練生の心理、生活指導及び職業訓練関係法規）
2. 関連学科

- 系基礎学科
  - 自動制御（制御理論、制御機器）
  - 熱源設備（ボイラー、冷凍器、冷温水器）
  - 熱管理学（熱力学、熱管理法）
  - 安全衛生（安全管理、衛生管理）
- 専攻学科
  - ボイラーの構造及び取扱い（構造、運転法、水処理法、ボイラーの保守及び整備、試験測定法、関係法規）
  - 燃料及び燃焼（燃料、燃焼法）

実技試験
1. ボイラー運転整備